# Armageddon Riders
Armageddon Riders — компьютерная игра в жанре аркадных гонок, разработанная российской компанией Targem Games. Действия игры разворачиваются в европейском городе возле адронного коллайдера, после активации которого все люди превратились в зомби.

## Игровой процесс
Armageddon Riders — компьютерная игра в жанре аркадных гонок. В игре имеется 8 различных транспортных средств, каждый из которых имеется возможность улучшать, приобретая и ставя на транспорт мясорубки, лезвия, огнемёты, ускорители и т. д. В игре имеется всего три карты: город, порт и коллайдер. Во время поездкам по карте игрок может наткнуться на бустеры в виде аномалии, которые дают игроку: ускорение, прыжок, тройное повреждение транспортных средств соперников, починка транспорта, валюта.
В игре 11 разновидностей заданий: уничтожение зомби на время, бои на выживание на 3-х аренах, гонки на лидерство и выбывание, сбор артефактов, охота на конкурентов, охрана и спасение друзей и другие. В соревнованиях три рейтинга, характеризующих победу: Childish, Teen и Mature (в порядке возрастания).

## Сюжет
24 сентября 2006 года в международном исследовательском центре Атом-Сити. Из-за сбоя в работе коллайдера образовалась аномалия, сопровождаемая сильными выбросами энергии. Лишь малую часть населения удалось спасти, остальные получили дозу облучения. Те, кто получил облучение, превратились в зомби. ООН с помощью военных изолирует город. Вскоре город становится пристанищем контрабандистов, беглецов и охотников за головами. Главный герой по контракту возвращается в заброшенный город, ища способ избавиться от зомби.

## Саундтрек
Над музыкальным сопровождением игры работало сразу несколько студий и композиторов. Саундтрек был разделен на две части: рок’ н ’рольную и электронную. Рок-часть саундтрека состоит из песен московской группы The Beat Devils, играющей в стиле рокабилли, и уральского коллектива. Электронную часть саундтрека создавали студии 1Shot, TriHorn Productions, Gloom Tek (Михаил Науменко), и композиторы Mauler и Shibata.
 Саундтрек был выпущен на CD 6 февраля 2009 компаниями Game Factory Interactive и Руссобит-М
| №  | Название                         | Автор(ы)        | Длительность |
| -- | -------------------------------- | --------------- | ------------ |
| 1. | «Evil Spirits»                   | The Beat Devils | 4:04         |
| 2. | «Kentucky Girl»                  | The Beat Devils | 2:57         |
| 3. | «Let's Go On!»                   | The Beat Devils | 3:13         |
| 4. | «Racing Hard»                    | The Beat Devils | 3:36         |
| 5. | «Fine Sexy Baby»                 | The Stockmen    | 2:47         |
| 6. | «Nobody's Looking Beter Than Me» | The Stockmen    | 2:07         |
| 7. | «Real Cool Time»                 | The Stockmen    | 3:25         |
| 8. | «Save Me From Blues»             | The Stockmen    | 3:21         |

| №  | Название                   | Автор(ы)            | Длительность |
| -- | -------------------------- | ------------------- | ------------ |
| 1. | «Carbon Double Clutch»     | 1Shot               | 7:15         |
| 2. | «Clutch Race»              | 1Shot               | 5:27         |
| 3. | «Passing An Ordeal»        | Mauler              | 5:22         |
| 4. | «Delict»                   | Mauler              | 5:11         |
| 5. | «Craddle of Disarragement» | Mauler              | 5:28         |
| 6. | «Brieftrager»              | Shibata             | 5:09         |
| 7. | «II Ether»                 | Shibata             | 5:04         |
| 8. | «Cold Fusion»              | TriHorn Productions | 5:20         |
| 9. | «Garage Theme»             | Gloom Tek           | 1:59         |

## Отзывы критиков
| Сводный рейтинг       | Сводный рейтинг          |
| Агрегатор             | Оценка                   |
| --------------------- | ------------------------ |
| Metacritic            | (PS3) 62/100 (PC) 51/100 |
| «Критиканство»        | 70/100                   |
| Иноязычные издания    |                          |
| Издание               | Оценка                   |
| Push Square           | [ 2 ]                    |
| Русскоязычные издания |                          |
| Издание               | Оценка                   |
| Absolute Games        | 62 %                     |
| «PC Игры»             | 7,5/10                   |
| StopGame.ru           | 3,6/5                    |
| «Игромания»           | 6/10                     |
| «Игры Mail.ru»        | 8/10                     |
| «Страна игр»          | 7/10                     |

Armageddon Riders получила смешанные отзывы, согласно агрегатору рецензий Metacritic.
Сэмми Баркер из PushSquare оценил игру на 9 из 10 назвал игру достаточно отполированной и увлекательной.
Российский журнал PC Игры похвалил графику, сеттинг, игровую механику и поддержку пользовательской музыки, а также сюжет, но отметил что количество миссий в игре мало, небольшой по меркам 2009 года игровой мир, а также «мелочная экономия» на деталях.

### Комментарии
1. ↑  Известная также под названием GearGrinder: Carnage и Clutch